# Ectropis opisoleuca
Ectropis opisoleuca är en fjärilsart som beskrevs av Eugen Wehrli 1943. Ectropis opisoleuca ingår i släktet Ectropis och familjen mätare. Inga underarter finns listade i Catalogue of Life.